# Manuelia
Manuelia Vachal, 1905 è un genere di imenotteri della famiglia Apidae. È l'unico genere della tribù Manueliini (sottofamiglia Xylocopinae).
Comprende 3 specie:
- Manuelia gayatina (Spinola, 1851)
- Manuelia gayi (Spinola, 1851)
- Manuelia postica (Spinola, 1851)